# Courtois (Missouri)
Pour les articles homonymes, voir Courtois.
Courtois est une zone non incorporée dans le sud-ouest du comté de Washington, Missouri, États-Unis. Elle est située à environ 19 kilomètres au sud-ouest de Belgrade. Son bureau de poste est fermé et le courrier vient maintenant de Steelville ou Belgrade. La communauté est nommée d'après un colon non identifié, comme un ruisseau voisin, Courtois Creek. Selon Ramsay, « le nom est localement prononcé et parfois écrit Coataway ou Cotoway ».

## Source
- Traduction de l'article anglais